# Antide Marie Claudet
Antide Marie Claudet est un homme politique français né le 20 janvier 1753 à Pontarlier (Doubs) et décédé le 20 juillet 1812 à Besançon (Doubs).
Président du tribunal de Salins-les-Bains, il devient président du tribunal criminel du Jura après le coup d'État du 18 Brumaire. Il est député du Jura de 1804 à 1808. Il est créé chevalier d'Empire en 1809, et est nommé conseiller à la cour impériale de Besançon en 1811.

## Sources
« Antide Marie Claudet », dans Adolphe Robert et Gaston Cougny, Dictionnaire des parlementaires français, Edgar Bourloton, 1889-1891 [détail de l’édition]